# Игнатов, Василий Георгиевич
Василий Георгиевич Игнатов (14 февраля 1922 — 23 февраля 1998) — советский график, художник театра, мультипликатор, иллюстратор. Участник Великой Отечественной войны. Художник-постановщик мультфильмов «Гадкий Утенок», «Петушок — золотой гребешок» и «Украденный месяц». Участвовал в создании многосерийного мультфильма «Маугли». Оформил более 20-ти диафильмов.

## Биография
Родился в с. Зеленец Усть-Сысольского уезда в 1922 году, 14 февраля (11 февраля — по данным сайта «Память народа»).
Учился в Московском художественном училище памяти 1905 года (1937—1941, 1947) у В. Н. Бакшеева и во ВГИКе (1948—1954) на художественном факультете у Ю. И. Пименова и Г. М. Шегаля.
По данным сайта «Память народа», призван в октябре 1940 года. Воинское звание — лейтенант. служил в воинских частях: 1 зенитный прожекторный полк, 18 зенитный прожекторный полк. Демобилизован в 1945 году.
После окончания института остался в Москве, где сотрудничал со студиями «Союзмультфильм» и «Диафильм».
Был активно вовлечен в культурную жизнь Республики Коми. Участвовал в художественных выставках, оформлял спектакли Театра оперы и балета Республики Коми, занимался монументальным искусством, сотрудничал с Коми книжным издательством.

## Творчество
Художественные особенности творчества Игнатова предвосхищают собой этнофутуризм.
Главной темой своего творчества В. Г. Игнатов определял далекую коми старину. Сегодня он более всего известен как художник-станковист, создавший в технике гуаши и темперы произведения, ставшие хрестоматийными в изобразительном искусстве в области эпоса коми народа, его языческих верований и представлений о мире. К «Яг-Морту», одному из самых известных коми сказаний, художник обращался на протяжении всей жизни: от дипломной работы в ГИТИСе до произведений 1990-х годов. На рубеже 1960-х — 1970-х годов В. Г. Игнатов создает циклы графических листов по коми-зырянским преданиям: «Легенда о Пере-богатыре», «Легенда о Корт-Айке», «Предание о Шипиче», «О богатыре Йиркапе», в 1980-е годы дополняет их сюжетами ижмо-колвинского песенного эпоса коми-оленеводов. Далекому язычеству посвящена его серия «Духи народа коми», считающиеся программными живописные произведения «Экстаз» (1981), «Мы из глубокой старины» (1984). В 1990-е годы художник переходит к философским картинам-обобщениям, отражающим его видение материальной и духовной культуры коми-язычников, наполненным особой гармонией единения человека и природы («Коми языческий городок», «Мысли языческого колдуна Пама»).
Работы В. Г. Игнатова практически сразу узнаваемы среди других. Его индивидуальный стиль сложился в 1970-е годы, он во многом отличался от принятых в те годы канонов. Интерпретация творческой манеры художника позволяет говорить о том, что соткана она из самых разных составляющих, к которым можно отнести приемы создания мультипликационных фильмов, увлечение автора творчеством Винсента Ван Гога, замысловатую «вязь» рисунка (искусствоведы сравнивают её с текстурой дерева, а сам художник называл «инеем»), особый эмоционально-цветовой строй произведений.

## Фильмография
- 1955 — Петушок — золотой гребешок
- 1956 — Гадкий утёнок
- 1969 — Украденный месяц

## Галерея

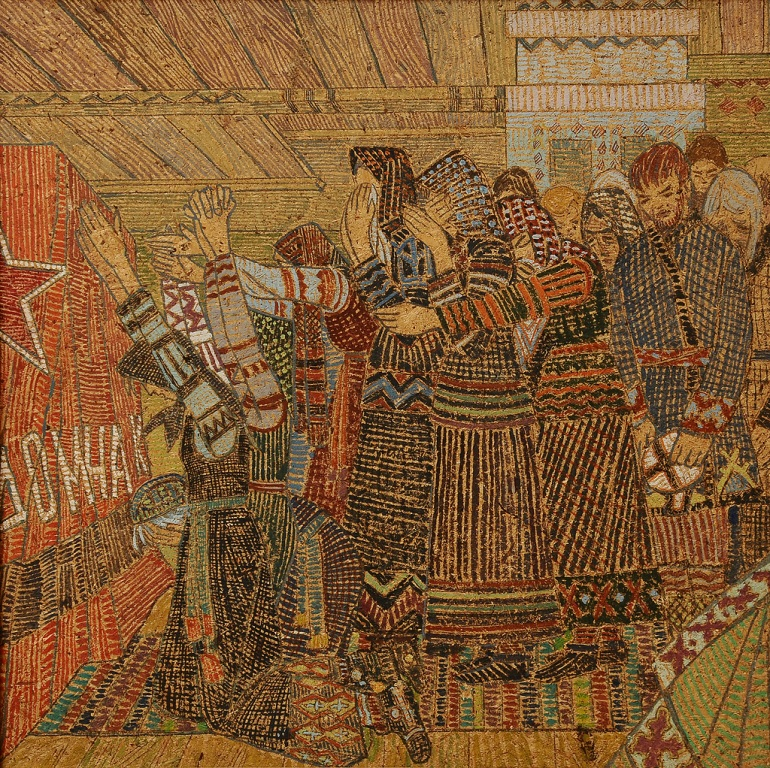
Игнатов Василий Георгиевич. Плач над телом Домны Каликовой. 1967.
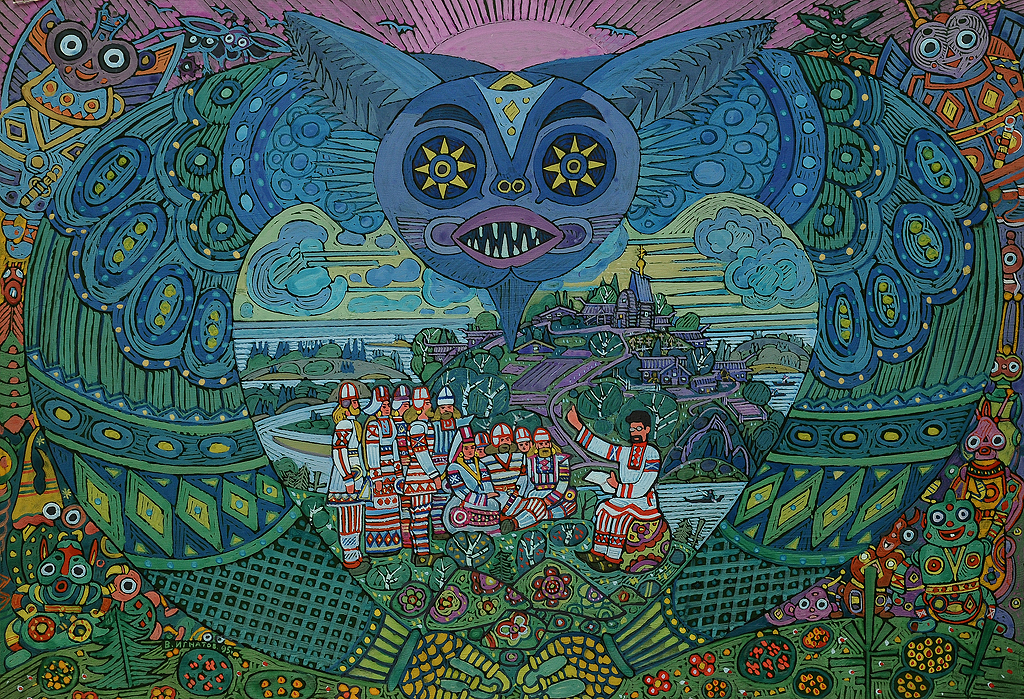
Игнатов Василий Георгиевич. По стихотворению И.А. Куратова «Тьма». 1995
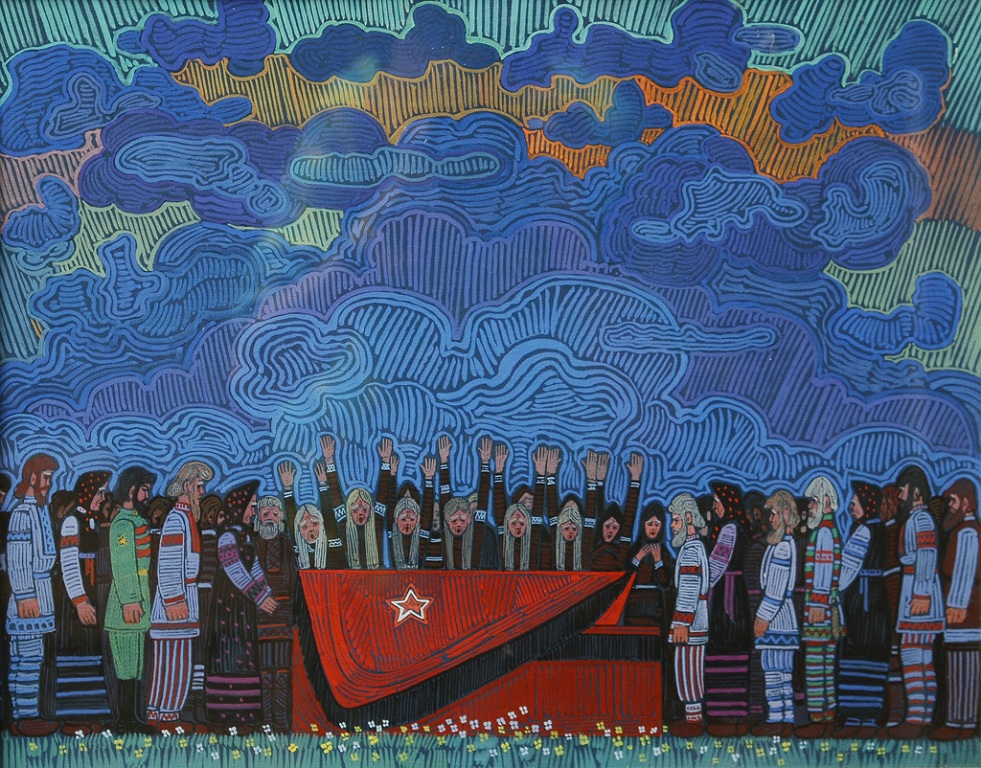
Игнатов Василий Георгиевич. Триптих «Домна Каликова». Плач над Домной Каликовой. 1976
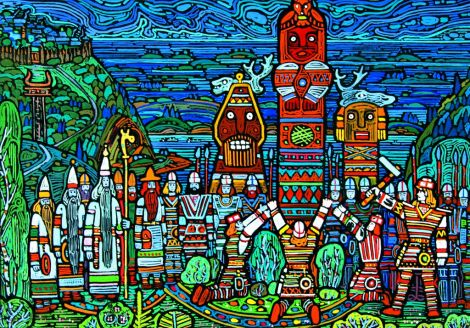
Игнатов Василий Георгиевич. Призыв Тугана на борьбу с Яг-Мортом

## Награды
Орден Отечественной войны II степени (06.04.1985).
Народный художник Республики Коми (1997), Заслуженный деятель искусств Коми АССР (1972)
Лауреат Государственной премии Коми АССР (1972).